# Amblypodia hewitsoni
Amblypodia hewitsoni är en fjärilsart som beskrevs av Paul Mabille 1877. Amblypodia hewitsoni ingår i släktet Amblypodia och familjen juvelvingar. Inga underarter finns listade i Catalogue of Life.